# 아우디 S7

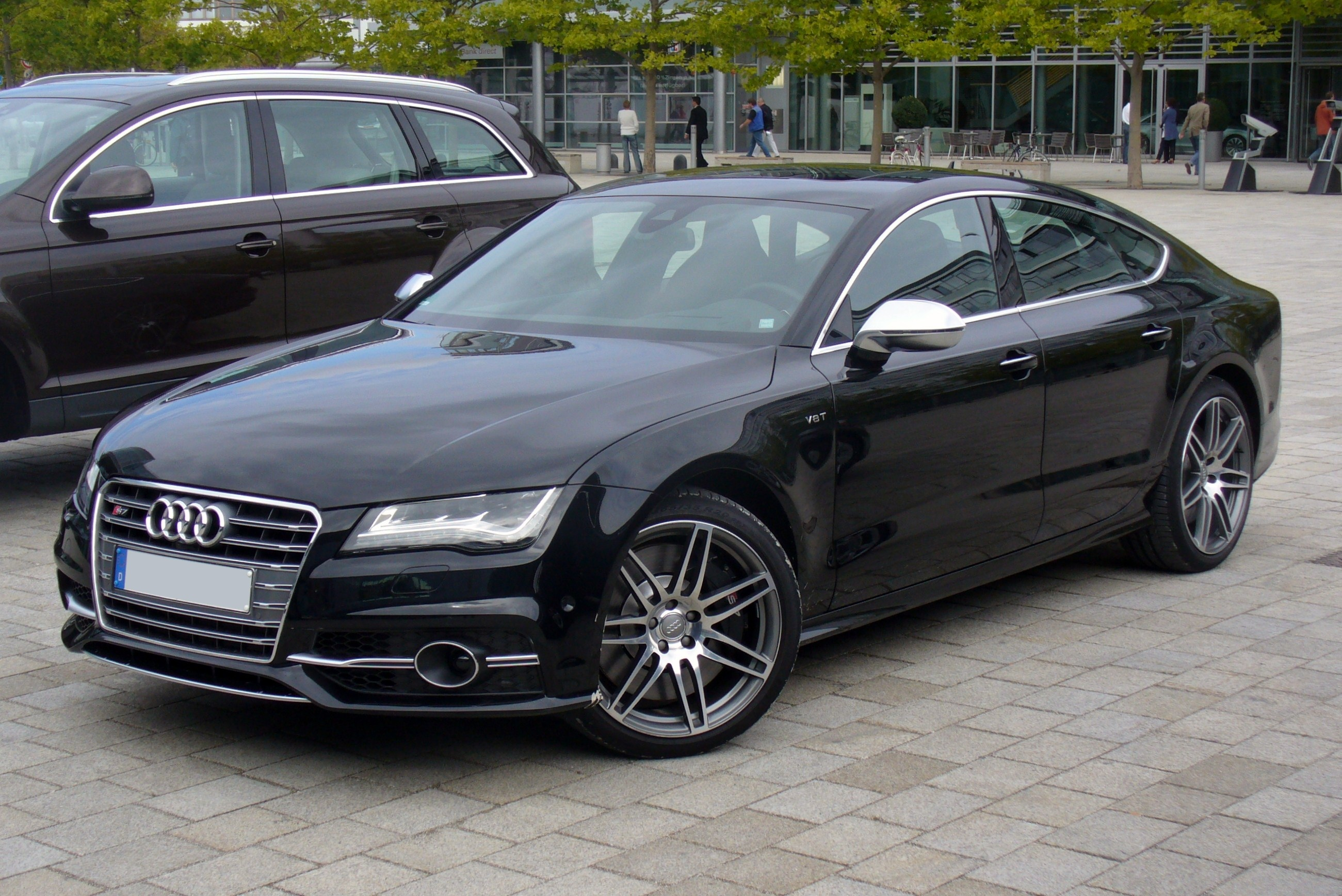
아우디 S7 정측면

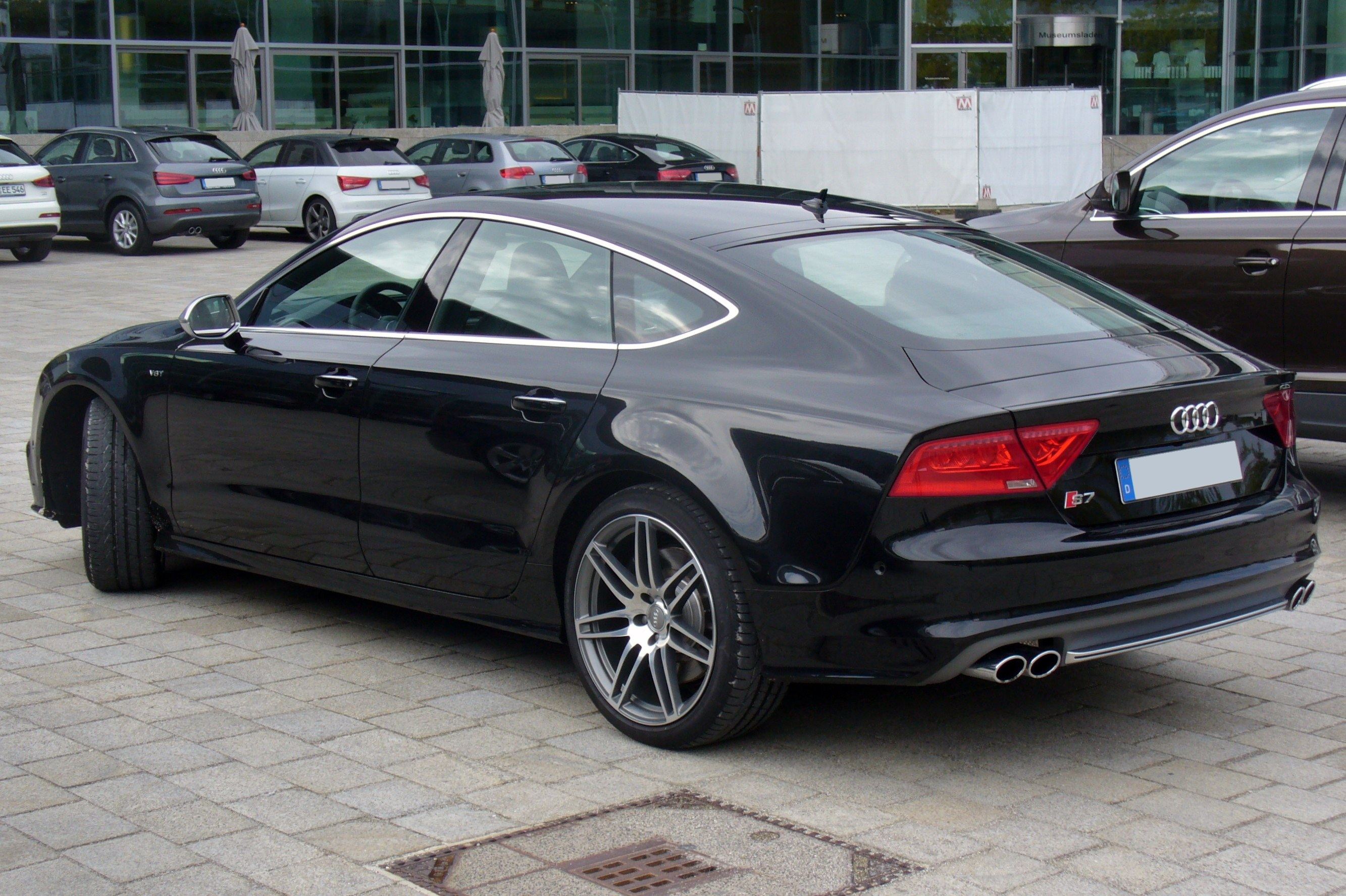
아우디 S7 후측면

아우디 S7(Audi S7)는 아우디 A7을 기반으로 하여 만든 스포츠 승용차이다. 2011년에 개최된 프랑크푸르트 모터쇼에서 선보였고, 이듬해인 2012년에 출시되었다. 아우디 A7을 기반으로 만들어졌고, V8 4.0ℓ 바이 터보 TFSI 엔진과 7단 듀얼 클러치 S 트로닉 변속기를 얹었다. 최고 출력 420마력을 내며, 제로백은 4.7초에 달한다.